# Neurolepis diversiglumis
Neurolepis diversiglumis är en gräsart som beskrevs av Thomas Robert Soderstrom. Neurolepis diversiglumis ingår i släktet Neurolepis och familjen gräs. Inga underarter finns listade i Catalogue of Life.